# Sancja Szymkowiak
Sancja (Janina) Szymkowiak (* 10. Juli 1910 in Modzenowe, Deutsches Reich; † 29. August 1942 in Posen, Wartheland) war eine römisch-katholische Ordensfrau in der Kongregation der Töchter der Schmerzensreichen Muttergottes. In der katholischen Kirche wird sie als Selige verehrt.

## Leben
Schwester M. Sancja wurde am 10. Juli 1910 als Janina Szymkowiak im wasserpolnischsprachigen Modzenowe (polnisch Możdżanów) geboren. Ihre Eltern waren Augustin Szymkowiak und Maria Duchalska und sie war das letzte von fünf Kindern und die einzige Tochter der Eheleute. Noch im Monat ihrer Geburt wurde sie getauft. Einer ihrer Brüder war der Priester Eric Szymkowiak.
Ihre erste Schulausbildung absolvierte sie von 1916 bis 1919 im benachbarten Neuhütte, bevor die Familie nach Ostrów Wielkopolski umzog. 1928 schloss sie das Gymnasium mit der Reifeprüfung erfolgreich ab und studierte an der Universität in Posen Romanistik und Fremdsprachen. Sie wurde Mitglied der „Marianischen Kongregation“, wo sie unter den Mitgliedern für ihr persönliches Engagement für Arme für Menschen mit persönlichen Problemen geschätzt wurde.
Auf Einladung der Oblatinnen vom Heiligsten Herzen in Montluçon verbrachte sie von 1934 bis 1935 einige Monate in Frankreich um ihr Französisch zu verbessern. Im Sommer 1934 unternahm sie eine Wallfahrt nach Lourdes. Dort verspürte sie die Berufung zum Ordensleben und entschloss sich, ihr Leben der Gottesmutter Maria zu weihen. Sie trat in das Postulat der Oblatinnen in Montluçon ein, kehrte aber 1936 auf Veranlassung ihrer Mutter nach Hause zurück, die sie von ihrem Entschluss zum Ordensleben abbringen wollte. Ihr Bruder aber, der Gemeindepfarrer Eric Szymkowiak, erkannte ihre Berufung und unterstützte ihren Entschluss. Er vermittelte den Kontakt zu der Kongregation der Töchter der Schmerzensreichen Muttergottes, deren Schwestern in seiner Gemeinde tätig waren.
Am 27. Juni 1936 wurde sie Mitglied der Kongregation der Töchter der Schmerzensreichen Muttergottes und nahm am 29. Juli 1937 bei der Einkleidung den Ordensnamen Sancja an.
Sancja wurde bekannt unter ihren Mitschwestern für ihre strikte Befolgung der Ordensregel bekannt. Sie erfüllte verschiedene Aufgaben in der Kongregation: sie war Erzieherin, Lehrerin, Übersetzerin und Pfortenschwester. Mitschwestern, die verzweifelt oder niedergeschlagen waren, fanden bei ihr immer Trost, Rat und geistige Erbauung. Sie legte am 30. Juli 1938 ihre ersten Gelübde ab und arbeitete bis 1939 in einem Kindergarten. Sie begann auch Pharmakologie zu studieren, was sie jedoch durch den Ausbruch des Zweiten Weltkriegs abbrechen musste.
Die deutsche Armee marschierte am 1. September 1939 in Polen ein und besetzt die Städte. Die Besetzer befahlen den Schwestern, sich zusätzlich zu den englischen und französischen Kriegsgefangenen auch um die deutschen Soldaten zu kümmern. Aufgrund ihrer Sprachkenntnisse half Sancja als Übersetzerin für diese Gefangenen und verrichtete alle anderen Zwangsarbeiten, die die deutschen Besatzer ihr und den anderen Schwestern auferlegten. Sie hatte für jeden ein freundliches Wort und ein Lächeln, und während der Besatzung nannten französische und englische Kriegsgefangene, denen sie als Dolmetscherin diente, sie den Engel der Güte.
Im Februar 1940 erhielt sie die Erlaubnis, für einen kurzen Besuch zu ihrer Familie zurückzukehren, aber sie entschied sich stattdessen, bei ihren Mitschwestern zu bleiben, obwohl das Leben für die klösterliche Gemeinschaft von Tag zu Tag schwieriger wurde.
Harte Erlebnisse, die Kälte und der Hunger zehrten an ihren schwachen Kräften. Bei der Pflege der kranken Soldaten erkrankte Sancja selber an Kehlkopftuberkulose. Sie schaffte es aber noch, am 6. Juli 1942 ihre feierliche Profess abzulegen. Wenige Wochen später starb sie an den Folgen ihrer Krankheit. Sie starb am Morgen des 29. August 1942, nachdem sie noch die Eucharistie empfangen hatte. Der Oberin sagte sie, dass sie an diesem Tag sterben würde, und bat die versammelten Schwestern um Vergebung all ihrer Fehler, und als die Oberin sie bat, zu Gott zu beten, antwortete sie, sie solle ihr befehlen und nicht bitten, weil sie auch nach dem Tod noch den Gehorsam leben wolle.

## Seligsprechung
Die Kongregation der Töchter der Schmerzensreichen Muttergottes bemühte sich, den Prozess der Seligsprechung einzuleiten. Der diözesane Informativprozess wurde in Posen in den Jahren 1970 bis 1979 geführt. 1984 wurden die Akten des Informativprozesses der Kongregation für die Selig- und Heiligsprechungsprozesse übergeben. Die Positio wurde der Kongregation im Mai 1992 übergeben. Am 18. Dezember 2000 wurde das Dekret über die Heroischen Tugenden von Papst Johannes Paul II. unterschrieben und ihr wurde der Titel „Ehrwürdige Dienerin Gottes“ verliehen.
Nachdem ein Wunder auf ihre Fürsprache anerkannt wurde, wurde sie am 18. August 2002 in Krakau von Johannes Paul II. seliggesprochen.

## Gedenktag
Ihr Gedenktag in der Liturgie der Kirche ist ihr Todestag, der 29. August.